# Eucalyptus serpentinicola
Eucalyptus serpentinicola är en myrtenväxtart som beskrevs av Lawrence Alexander Sidney Johnson och Donald Frederick Blaxell. Eucalyptus serpentinicola ingår i släktet Eucalyptus och familjen myrtenväxter. Inga underarter finns listade i Catalogue of Life.